# Rhynchosciara cognata
Rhynchosciara cognata är en tvåvingeart som först beskrevs av Walker 1848.  Rhynchosciara cognata ingår i släktet Rhynchosciara och familjen sorgmyggor. Inga underarter finns listade i Catalogue of Life.